# Mesochorus pectinipes
Mesochorus pectinipes är en stekelart som beskrevs av Bridgman 1883. Mesochorus pectinipes ingår i släktet Mesochorus och familjen brokparasitsteklar. Inga underarter finns listade i Catalogue of Life.